# Apozomus buxtoni
Apozomus buxtoni är en spindeldjursart som först beskrevs av Gravely 1915.  Apozomus buxtoni ingår i släktet Apozomus och familjen Hubbardiidae. Inga underarter finns listade i Catalogue of Life.